# Laas (Gers)
Laas (en occitano, Laàs) es una comuna francesa situada en el departamento de Gers, en la región de Occitania.

## Demografía
| 287 | 286 | 241 | 244 | 212 | 237 | 308 |
| Para los censos de 1962 a 1999 la población legal corresponde a la población sin duplicidades (Fuente: INSEE [Consultar]) |     |     |     |     |     |     |